# 山梨県食品工業団地

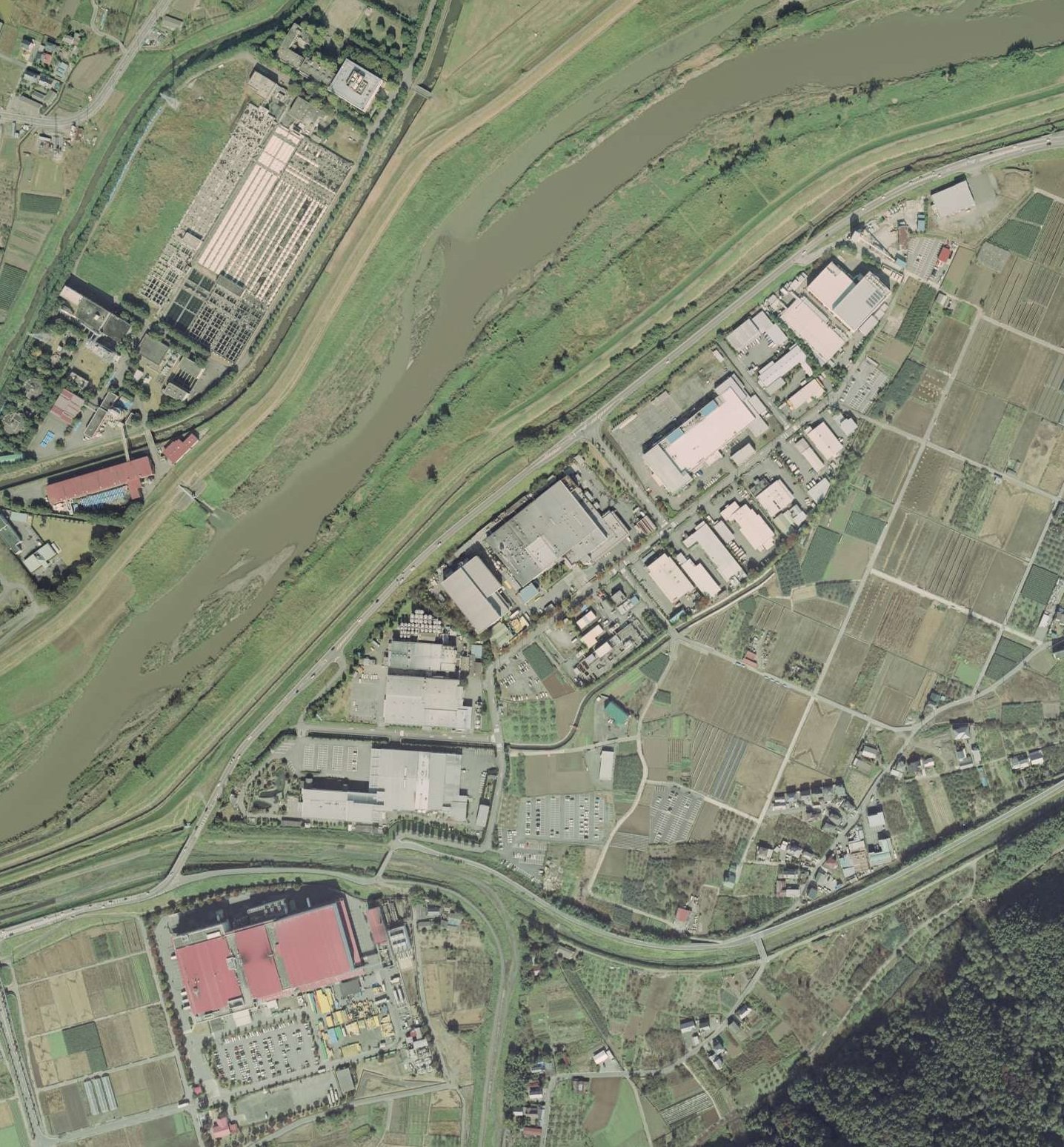
山梨県食品工業団地（2007年）
出典：『国土交通省「国土画像情報（カラー空中写真）」（配布元：国土地理院地図・空中写真閲覧サービス）』

山梨県食品工業団地（やまなしけんしょくひんこうぎょうだんち）は、山梨県甲府市と中央市の境界にまたがる工業団地である。

## 概要
山梨県が曽根丘陵の北西側を造成し、1983年（昭和58年）に13社が移転して開業。笛吹川に沿って通っている国道140号に面しており、付近に高速道路のインターチェンジがあるなど立地条件はよい。但し公共交通機関が少なく、無料送迎バスも用意されていないことが多いことから、通勤には自家用自動車やオートバイを用意する必要がある。

## 主な立地企業
工業団地の名前の通り食品関連の企業に限られている。
- シャトレーゼ本社兼工場、豊富工場（洋菓子）
- テンヨ武田本社兼工場（調味料）
- よっちゃん食品工業本社兼工場（水産加工）
- かいや本社兼工場（水産加工）
- ちぼり甲府工場（洋菓子）

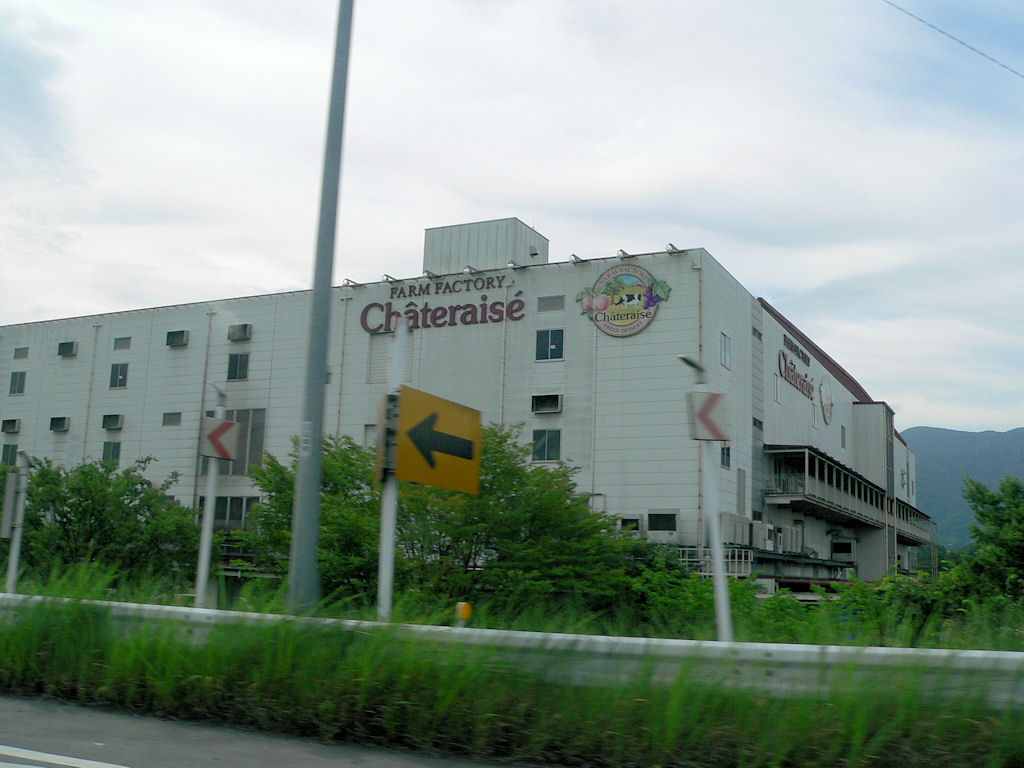
シャトレーゼ豊富工場
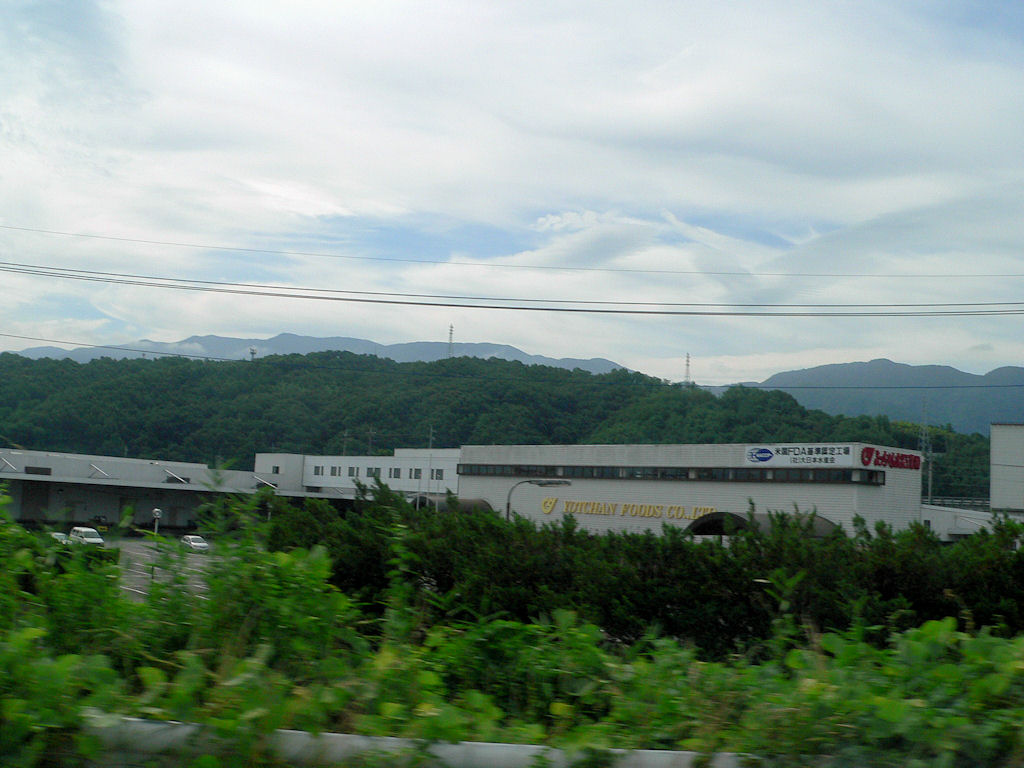
よっちゃん食品工業
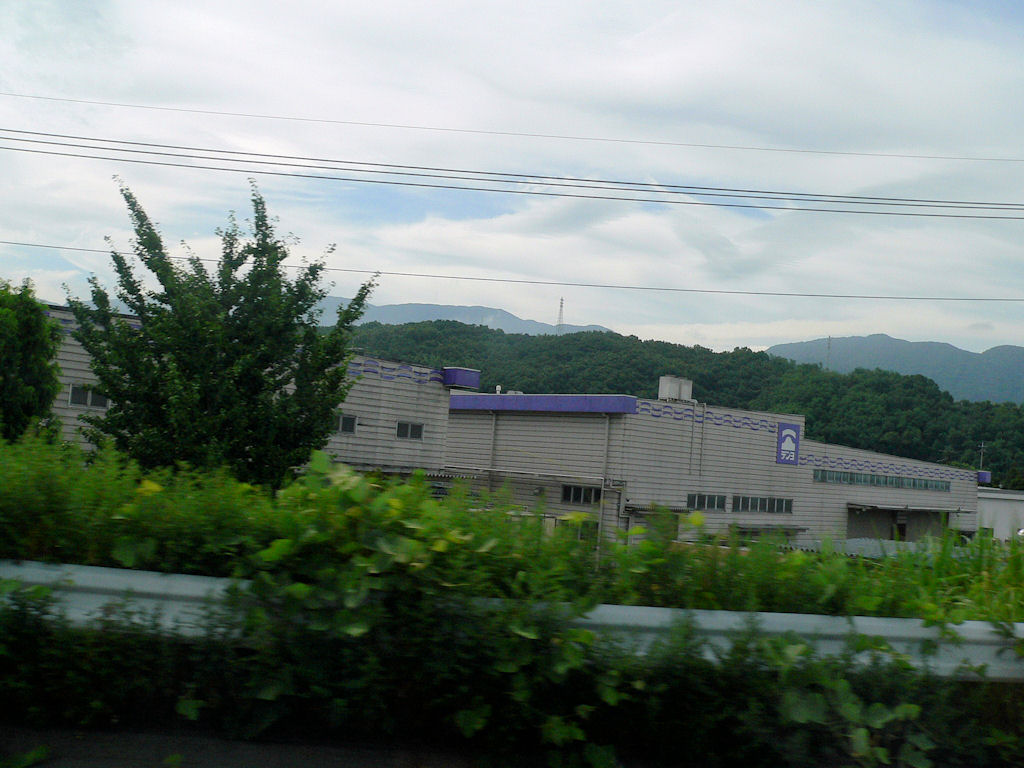
テンヨ武田

## アクセス
- 中央自動車道甲府南インターチェンジより車5分。
- 身延線東花輪駅より車10分。
- 甲府駅（バスターミナル8番のりば）より山梨交通75系統「豊富」行きに乗車し、「高部入口」下車。

平日1日5往復、休日1日3往復のみ。